# Szász Iván
Szász Iván (Budapest, 1932. október 2. – Budakeszi, 2012. január 7.) magyar jogász, választottbíró, ügyvéd, jogtanár, diplomata (rendkívüli követ és meghatalmazott miniszter).

## Életpályája
Egyetemi tanulmányait 1951 és 1955 között az ELTE Állam- és Jogtudományi Karán végezte, ahol summa cum laude minősítésű diplomát szerzett. 1958-ban Cambridge-ben tanult.
1955 és 1958 között a Pest Megyei Bíróságon, majd 1958 és 1960 között külkereskedelmi vállalati jogtanácsosként dolgozott. 1960-tól a Külkereskedelmi Minisztériumban dolgozott; 1968-ig a minisztérium jogtanácsosa, ezt követően 1968 és 1977 között jogi főosztályvezetője, végül csoportfőnök volt. 
Két cikluson át a Nemzetközi Kereskedelmi Kamara (ICC) Választottbírósága párizsi székhelyű Bíróságának a bírája volt. 
Sok éven át tagja volt a Magyar Kereskedelmi és Iparkamara mellett szervezett Állandó Választottbíróság elnökségének. A Magyar Kereskedelmi Kamara Jogi Szakbizottságának elnöke volt 1980-ig, majd pedig a jogutód szervezetnek, a Magyar Kereskedelmi és Iparkamara Jogi Szekciójának örökös tiszteletbeli elnöke lett.
Az ELTE Állam- és Jogtudományi Karának címzetes egyetemi tanára. A Külkereskedelmi Főiskola tanára. A Budapesti Corvinus Egyetem professzor emeritusaként vonult nyugdíjba.
1990-1992 között rendkívüli követ és meghatalmazott miniszter volt (rendkívüli követi és meghatalmazott miniszteri rangban Magyarország közös piaci vezetője volt,  mind az Európai Gazdasági Közösség melletti képviseletet, mind a belga-luxemburgi kereskedelmi képviseletet Szász Iván vezette).
1992 és 1999 között a Stroock & Stroock & Lavan New York-i ügyvédi iroda tagja, budapesti irodájának vezetője, majd 1999-től a Squire, Sanders & Dempsey LLP nemzetközi ügyvédi iroda tagja volt.

## Tudományos fokozatai
- Az állam- és jogtudományok kandidátusa (1972)

## Díjai, elismerései
- Magyar Köztársasági Érdemrend tisztikeresztje,
- Eötvös-díj
- Szalay-díj

## Művei (válogatás)
- A magyar külkereskedelmi jog szabályozása. 1971
- A KGST általános szállítási feltételei. 1974
- A Uniform Law for International Sale. 1976
- Obscsije uszlovije posztavok SZEV. 1978.
- Dr. Szász Iván: A kamarai választottbírósági szabályzat alkalmazásának néhány problémája. Külgazdaság, 1986. 4. szám / JOGI MELLÉKLET. 49-59. old.
- Szász Iván: A kártérítés problémái a KGST ÁSZF-ben.